# Ogun (divinità)

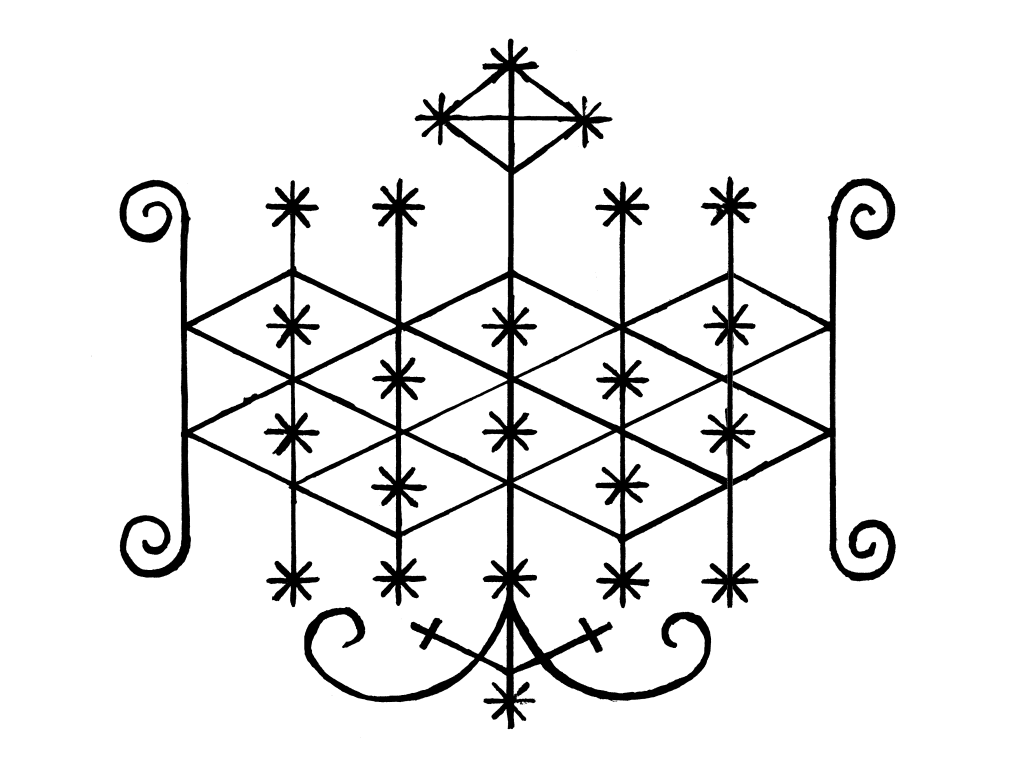
Simbolo Vudù di Ogun

Ogun (noto anche come Ogoun, Ogou o in altre varianti) è uno degli Orisha, semidio della guerra, del fuoco, del ferro, della caccia, dell'agricoltura nella mitologia yoruba e nei culti afroamericani derivati; in Brasile, nell'ambito della religione Candomblé, tra le sue caratteristiche, si può aggiungere quella di santo protettore dei fabbri, dei meccanici, degli scultori e dei militari; protegge anche dalla febbre e da tutti gli infortuni procurati da metalli; nel Vudù haitiano, è considerato un Loa (spirito) oltre che un Orisha.

## Attributi e forme
Nelle raffigurazioni appare abitualmente nella posa di guerriero, con in mano un machete o una sciabola; veste con colori viola e porta attorno alla vita un gonnellino che lo preserva dai mali del mondo. È uno dei mariti delle Erzili, spiriti della bellezza e della grazia femminili, oltre ad essere il marito di Oshun e Oyá nella religione africana degli Yoruba. È incaricato di procurare il cibo a tutti gli orisha.
Ogun è l'equivalente, tra gli altri, del dio fabbro romano Vulcano, del dio Gu dei fon, ma mentre gu originariamente era nato come utensile di pietra con una lama, Ogun è stato prima di tutto un cacciatore denominato Tobe Ode, che scese dal cielo su una ragnatela già prima che il processo di creazione fosse concluso, per cercare l'ambiente ideale per la vita umana.
Nelle religioni Palo, importata dall'Africa e oggi praticata a Cuba e Porto Rico, e Santeria diffusa nell'America centrale e nell'America meridionale, Ogun viene spesso identificato con san Pietro, mentre nella religione Candomblé dell'America del Sud con san Giorgio o con san Sebastiano, a Bahia con sant'Antonio, a Cuba è identificato infine con san Paolo e san Giovanni Battista, grazie a quell'articolato sincretismo religioso che caratterizza i culti americani.
È da sottolineare come nel passaggio dall'Africa alle Americhe, Ogun abbia perso alcune prerogative, come ad esempio la sua influenza sulla fertilità dei campi, in quanto gli schiavi neri non focalizzavano le loro attenzioni verso le piantagioni, dato che il raccolto non era gestito da loro.

Ogun ha invece conservato l'autorità sulla montagne e sui boschi e i devoti prima di avventurarsi in escursioni tendono a raccomandarsi a lui.
Tale divinità non è considerata malvagia, ma può rivelarsi severa e spietata, fiera e marziale, questa sua natura, che riflette solo uno degli aspetti della guerra, non impedisce al semidio di assistere i suoi protetti a cui però, in passato, ha chiesto sacrifici umani. Oggi tali sacrifici sono stati sostituiti da sacrifici di cani, effettuati dai fabbri per guadagnarsi benevolenza.
I suoi giorni sono il martedì, il mercoledì, e il quarto giorno di ogni mese.

## Aneddoti mitologici

### Ogun indispettito
Nella leggenda relativa alle avventure e disavventure di Orumbila emerge l'importanza dei riti propiziatori da effettuare per proteggersi da incidenti e ire divine.

Il protagonista Orumbila ha ricevuto l'ordine, dal suo padrone, di recarsi in montagna per una commissione, ma incautamente non si raccomanda a Ogun, che una volta accortosi dello sgarbo subito, decide di punire il malcapitato. Gli prepara una serie di buche mimetizzate lungo il cammino, in una delle quali, inevitabilmente, cade e rimane intrappolato Orumbila. Quando ormai è allo strenuo delle sue forze, tre donne, camminando in quel sentiero riescono a salvare il poveretto.

La leggenda si conclude con una bevuta a base di aguardiente.

### Ogun voluttuoso
Un'altra leggenda descrive le insaziabili voglie sessuali di Ogun, che ha la fama di possedere con brutale violenza tutte le donne che gli capitino sottotiro.

Anche Yemaja viene, un giorno, circuita e scacciata malamente. Desiderosa di conquistare il rude Ogun chiede consiglio alla sorella, anche lei Oshun, che grazie ai suoi poteri, riesce a ingannare la divinità e a procurargli, a sua insaputa, una lunga serie di amplessi con la sorella.
Una volta accortosi del raggiro, Ogun perde le staffe e si lancia all'inseguimento del primo essere che gli capiti sottomano, nella fattispecie la malcapitata Obatala (Oshun).
La donna si salva solo grazie ad una estenuante nuotata in un fiume gelido, ed è per questo motivo che quando prende possesso di un fedele, spesso trema; il fedele, a sua volta, ogni volta che si avvicina ad un corso d'acqua è colpito da tremori improvvisi, collegati a questa leggenda.